# Anders Wilhelm Staal
Anders Wilhelm Staal, född 13 mars 1785 i Vimmerby, död 25 februari 1863 i Fornåsa socken, var en svensk präst.

## Biografi
Anders Wilhelm Staal föddes 1785 i Vimmerby. Han var son till tenngjutaren Johan Peter Broman och Anna Bruhn. Staal studerade i Vimmerby och Linköping. Han blev höstterminen 1806 student vid Uppsala universitet och prästvigdes 17 juni 1810. Staal blev 25 juni 1818 komminister i Kristbergs församling med tillträde 1819 och 11 januari 1831 i Tjällmo församling, där han tillträdde 1832. Han avlade pastoralexamen 11 juni 1834 och blev 17 december 1855 kyrkoherde i Fornåsa församling. Den 28 januari 1863 blev han löjtnant i Victoriaorden. Staal avled 1863 i Fornåsa socken och begravdes 10 mars av kyrkoherden K. J. Metzén i Klockrike socken.